# パワープレイプロモーション
株式会社POWERPLAY PROMOTION（パワープレイプロモーション）は、東京都港区に本社を置く芸能プロダクション。

## 所属アーティスト
- 舟津大地
- 橘さおり